# Baconao

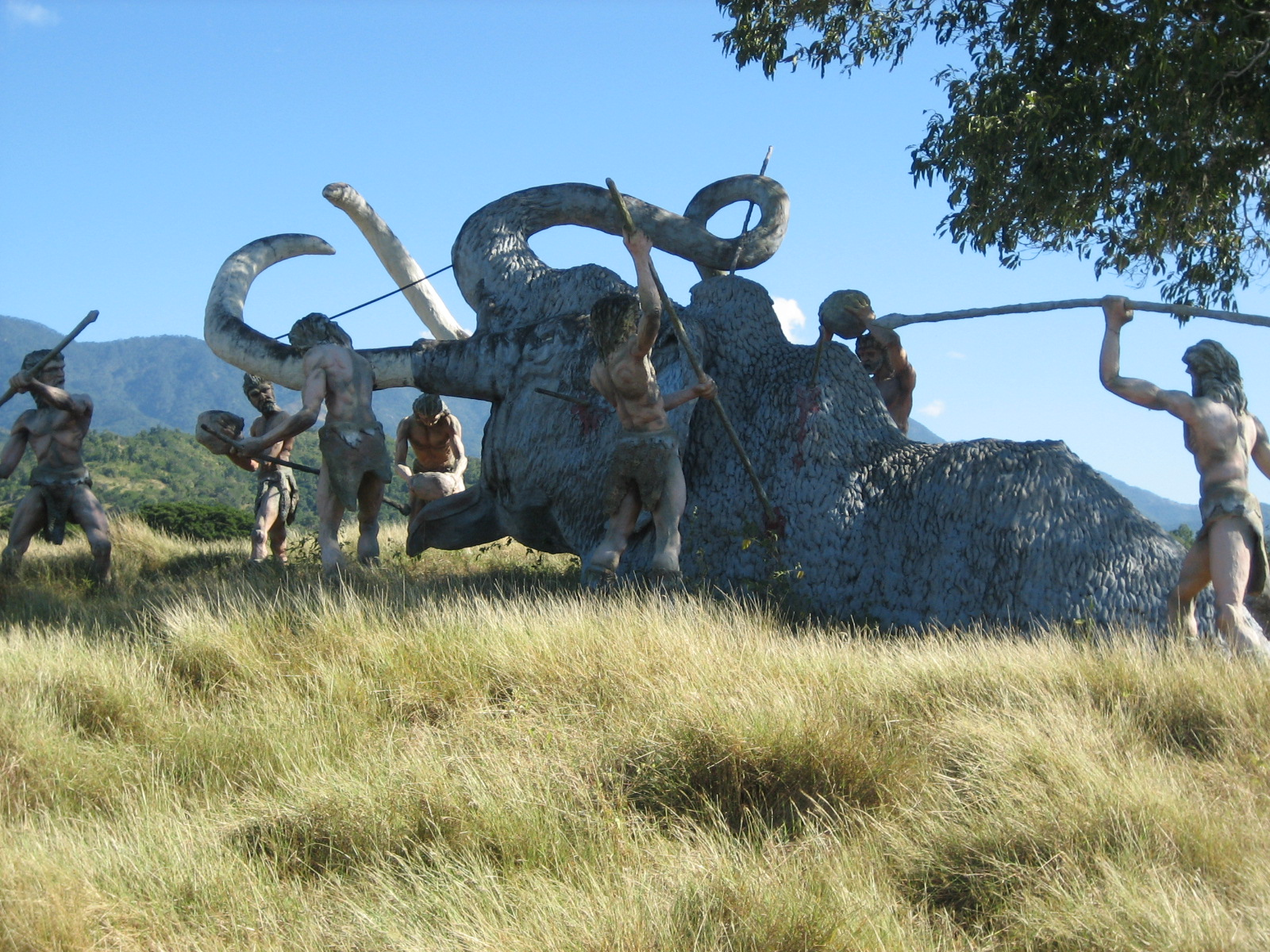
Szene aus dem Prähistorischen Park

Der Baconao-Park ist eine ausgedehnte Parklandschaft, welche sich ungefähr 20 km östlich der Stadt Santiago de Cuba befindet und eine Ausdehnung in der Fläche von insgesamt 923,60 km². 1987 wurde das Gebiet zum UNESCO-Biosphärenreservat erklärt.

## Attraktionen
Der Park ist voll von Attraktionen, wie z. B. Unterschlüpfe für Wildtiere oder Kaffeeplantagen.
Großer Stein (Gran Piedra)
Der Große Stein ist ein großer Felsen vulkanischen Ursprungs mit den Ausmaßen von 51 Metern Länge, einer Höhe von 25 Metern und einer Breite von 30 Metern. Er hat ein Gewicht von schätzungsweise mehr als 63.000 Tonnen. Er ist über 459 steinerne Stufen begehbar und der Gipfel befindet sich 1234 Meter über dem Meeresspiegel.
Prähistorisches Tal
Im Prähistorischen Tal befinden sich lebensgroße Modelle von Dinosauriern und anderen prähistorischen Lebewesen, die als Skulpturen aus Stahlbeton in der Parklandschaft stehen.
Bauernhof (Granjita Siboney)

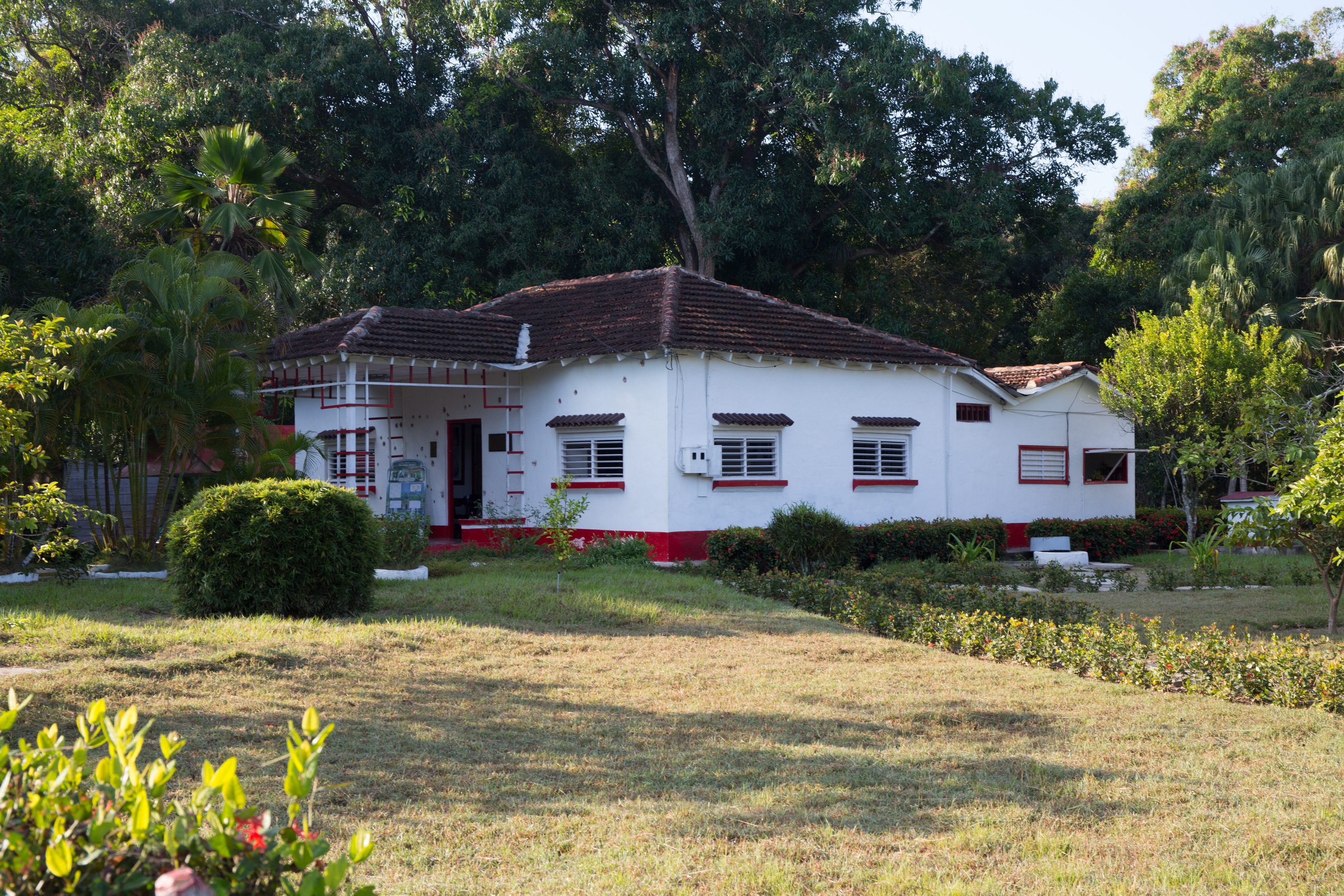
Granjita Siboney

Hier verbrachten die von Fidel Castro geführten Angreifer auf die Moncada-Kaserne die Nacht vor dem Angriff am 26. Juli 1953.
Botanischer Garten
Es gibt einen 0,45 km² großen Garten, den so genannten Jardín Botánico „Ave del Paraíso“ (deutsch: Botanischer Garten „Paradiesvogel“), angelegt um 1890 auf einer ehemaligen Kaffeeplantage. Er bietet eine Serie von farbcodierten Gärten mit jeweils einzigartigen Düften und Ansichten.
Museum der Fahrzeuggeschichte
Zeigt über 2500 verkleinerte, maßstabsgetreue Fahrzeugnachbildungen.
Aquarium
Das Aquarium ist 30 Meter tief und hat einen unterseeischen Tunnel sowie ein Delfinarium.
Lagune von Baconao
Die Lagune hat ein Ausmaß von 4 km². Dort gibt es auch einen Nachbau eines Dorfes der Taíno sowie ein auf Meeresfrüchte spezialisiertes Restaurant.